# 巴拿馬叉鰾石首魚
巴拿馬叉鰾石首魚為輻鰭魚綱鱸形目鱸亞目石首魚科的其中一種，分布西大西洋區，發現於波多黎各、巴拿馬、海地、委內瑞拉海域，棲息深度可達25公尺，體長可達15公分，棲息在沿海沙泥底質海域。